# Крофорд (Нью-Йорк)
Крофорд (англ. Crawford) — місто (англ. town) в США, в окрузі Орандж штату Нью-Йорк. Населення — 9130 осіб (2020).

## Демографія
Згідно з переписом 2010 року, у місті мешкало 9316 осіб у 3279 домогосподарствах у складі 2469 родин. Було 3475 помешкань
Расовий склад населення:
| - 89,3 % — білих - 3,9 % — чорних або афроамериканців - 1,6 % — азіатів - 0,2 % — корінних американців - 0,1 % — вихідців з тихоокеанських островів - 2,4 % — осіб інших рас |

До двох чи більше рас належало 2,5 %. Частка іспаномовних становила 9,9 % від усіх жителів.
За віковим діапазоном населення розподілялося таким чином: 26,2 % — особи молодші 18 років, 62,3 % — особи у віці 18—64 років, 11,5 % — особи у віці 65 років та старші. Медіана віку мешканця становила 40,8 року. На 100 осіб жіночої статі у місті припадало 99,3 чоловіків;  на 100 жінок у віці від 18 років та старших — 93,2 чоловіків також старших 18 років.
Середній дохід на одне домашнє господарство  становив 94 461 долар США (медіана — 80 282), а середній дохід на одну сім'ю — 112 703 долари (медіана — 102 295). Медіана доходів становила 67 885 доларів для чоловіків та 46 938 доларів для жінок. За межею бідності перебувало 9,0 % осіб, у тому числі 10,1 % дітей у віці до 18 років та 11,8 % осіб у віці 65 років та старших.
Цивільне працевлаштоване населення становило 4628 осіб. Основні галузі зайнятості: освіта, охорона здоров'я та соціальна допомога — 28,7 %, будівництво — 10,7 %, роздрібна торгівля — 10,6 %.